# Air Jamaica
Air Jamaica je bivši jamajčanski nacionalni zrakoplovni prijevoznik čiji je većinski vlasnik 26. svibnja 2011. postao Caribbean Airlines iz Trinidada i Tobaga. Vlada Jamajke u svojem vlasništvu ima 16% dionica tvrtke.

## Povijest
Air Jamaica je osnovana u listopadu 1968., a s radom je započela 1. travnja 1969. godine. Tvrtka je najbrže rasla tijekom 1970-ih. Prvi let u Europu ostvaren 1. travnja 1974. Nakon dvadeset godina, avio prijevoznik je velikim dijelom privatiziran, Vlada je zadržala 25% dionica a djelatnicima je podijeljeno 5% dionica. Zbog financijskih gubitaka, jamajčanska Vlada je ponovo nacionalizirala kompaniju 2004. a nakon stabilizacije, vlast se ponovo odlučila za privatizaciju 2007. Od 1. lipnja 2011. Air Jamajka je postala dio Caribbean Airlinesa.

## Vanjske poveznice
- Službena web stranica novog vlasnika kompanije